# Famila Basket Schio 2022-2023
Questa voce raccoglie le informazioni riguardanti la Famila Basket Schio nelle competizioni ufficiali della stagione 2022-2023.

## Stagione
La stagione 2022-2023 è stata la trentunesima consecutiva che la squadra scledense ha disputato in Serie A1.

## Verdetti stagionali
Competizioni nazionali
- Serie A1: (34 partite)

stagione regolare: 2º posto su 14 squadre (24-2);
play-off: vince contro Campobasso (2-1)
semifinali:  vince contro Venezia (2-1)
partite di finale: vince contro Bologna (2-0).
- Coppa Italia: (3 partite)

finale vinta contro Venezia (73-62).
- Supercoppa italiana: (2 partite)

finale vinta contro Bologna (86-58).
Competizioni europee
- EuroLega: (14+3+1+1=19 partite)

stagione regolare: secondo posto nel gruppo B (10-4);
play-off: quarti di finale vinti contro Valencia (2-1);
semifinale persa contro Fenerbahce (70-77);
finale per il 3º posto vinta contro ZVVZ USK Praha (59-56).

## Organigramma societario
Staff dirigenziale 
- Presidente: Marcello Cestaro
- General Manager: Paolo De Angelis
- Responsabile Amministrativo: Maurizio Pozzan
- Responsabile Logistica: Giorgio Dalle Ore
- Responsabile Marketing: Nicolò Dalle Molle,Daniel Bertacche,Pablo Marcato,Paolo Marcato

 Staff tecnico 
- Allenatore: Georgios Dikaioulakos
- Assistente: Petros Prekas
- Assistente: Alessandro Fontana
- Preparatore atletico: Caterina Todeschini

 Staff medico 
- Medico: Giovanni Sambo
- Fisioterapista: Daniele Petroni
- Massaggiatore: Aldo Lucchin
- Osteopata: Giampaolo Cau

## Roster
| Famila Basket Schio | Famila Basket Schio |
| Giocatrici          | Staff tecnico       |
| ------------------- | ------------------- |

| 3  | Stati Uniti (bandiera) | PG | Marina Mabrey       | 1996 | 180 cm |  |  |
| 4  | Italia (bandiera)      | C  | Martina Bestagno    | 1990 | 189 cm |  |  |
| 5  | Belgio (bandiera)      | G  | Kim Mestdagh        | 1990 | 180 cm |  |  |
| 6  | Italia (bandiera)      | PG | Giorgia Sottana (C) | 1988 | 176 cm |  |  |
| 8  | Italia (bandiera)      | PG | Costanza Verona     | 1999 | 170 cm |  |  |
| 10 | Stati Uniti (bandiera) | G  | Rhyne Howard        | 2000 | 188 cm |  |  |
| 11 | Lituania (bandiera)    | C  | Egle Sventoraite    | 1991 | 198 cm |  |  |
| 14 | Italia (bandiera)      | PG | Martina Crippa      | 1989 | 178 cm |  |  |
| 31 | Italia (bandiera)      | G  | Jasmine Keys        | 1997 | 192 cm |  |  |
| 41 | Italia (bandiera)      | G  | Elisa Penna         | 1995 | 188 cm |  |  |
| 42 | Svezia (bandiera)      | C  | Amanda Zahui        | 1993 | 196 cm |  |  |
| 45 | Spagna (bandiera)      | C  | Astou Ndour         | 1994 | 198 cm |  |  |
| 7  | Slovenia (bandiera)    | PG | Ajša Sivka          | 2005 | 192 cm |  |  |

| Allenatore                                                                                         |
| - Georgios Dikaioulakos                                                                            |
| Assistente/i                                                                                       |
| - Petros Prekas - Alessandro Fontana Legenda - (C) Capitano Roster Aggiornato al: 23 febbraio 2023 |

## Statistiche

### Statistiche delle giocatrici
Campionato (stagione regolare e play-off)
| Giocatrice          | Partite | Partite | Min. | Pun | Tiri da 2 | Tiri da 2 | Tiri da 2 | Tiri da 3 | Tiri da 3 | Tiri da 3 | Tiri Liberi | Tiri Liberi | Tiri Liberi | Rimbalzi | Rimbalzi | Rimbalzi | Palle | Palle | Stopp. | Stopp. | Ass | Falli | Falli | Val. |
| Giocatrice          | Pr      | PG      | Min. | Pun | R         | T         | %         | R         | T         | %         | R           | T           | %           | D        | O        | T        | P     | R     | S      | D      | Ass | F     | S     | Val. |
| ------------------- | ------- | ------- | ---- | --- | --------- | --------- | --------- | --------- | --------- | --------- | ----------- | ----------- | ----------- | -------- | -------- | -------- | ----- | ----- | ------ | ------ | --- | ----- | ----- | ---- |
| Martina Bestagno    | 34      | 34      | 691  | 223 | 63        | 115       | 55        | 7         | 23        | 30        | 76          | 109         | 70          | 88       | 51       | 139      | 33    | 22    | 9      | 10     | 34  | 43    | 114   | 356  |
| Eleanna Christinaki | 1       | 1       | 22   | 9   | 3         | 4         | 75        | 1         | 2         | 50        |             |             |             | 1        |          | 1        | 1     |       |        |        | 2   |       | 1     | 10   |
| Martina Crippa      | 33      | 30      | 426  | 87  | 16        | 36        | 44        | 16        | 40        | 40        | 7           | 8           | 88          | 36       | 10       | 46       | 17    | 25    | 2      |        | 35  | 28    | 18    | 119  |
| Rhyne Howard        | 29      | 29      | 746  | 316 | 57        | 132       | 43        | 57        | 168       | 34        | 31          | 43          | 72          | 112      | 32       | 144      | 22    | 48    | 5      | 14     | 63  | 39    | 37    | 358  |
| Jasmine Keys        | 34      | 34      | 831  | 302 | 93        | 156       | 60        | 14        | 42        | 33        | 74          | 93          | 80          | 130      | 70       | 200      | 60    | 44    | 4      | 20     | 72  | 64    | 85    | 485  |
| Marina Mabrey       | 26      | 26      | 670  | 486 | 99        | 204       | 49        | 76        | 163       | 47        | 60          | 74          | 81          | 90       | 23       | 113      | 59    | 26    | 10     | 6      | 80  | 53    | 78    | 461  |
| Kim Mestdagh        | 25      | 25      | 518  | 194 | 32        | 68        | 47        | 36        | 105       | 34        | 22          | 26          | 85          | 98       | 20       | 118      | 24    | 28    | 2      | 1      | 70  | 33    | 38    | 281  |
| Astou Ndour         | 25      | 25      | 582  | 311 | 126       | 208       | 61        | 7         | 32        | 22        | 38          | 51          | 75          | 131      | 63       | 194      | 26    | 12    | 7      | 10     | 13  | 51    | 40    | 376  |
| Elisa Penna         | 33      | 29      | 516  | 150 | 42        | 101       | 42        | 18        | 61        | 30        | 12          | 19          | 63          | 48       | 23       | 71       | 27    | 16    | 2      | 1      | 25  | 55    | 22    | 92   |
| Ajša Sivka          | 3       | 3       | 42   | 14  | 4         | 6         | 67        | 2         | 5         | 40        |             |             |             | 7        | 1        | 8        | 2     |       |        | 1      | 1   | 3     | 2     | 16   |
| Giorgia Sottana     | 34      | 33      | 638  | 228 | 52        | 106       | 49        | 32        | 80        | 40        | 28          | 36          | 78          | 46       | 5        | 51       | 62    | 20    | 1      | 2      | 128 | 43    | 52    | 265  |
| Egle Sventoraite    | 10      | 10      | 170  | 57  | 23        | 45        | 51        |           |           |           | 11          | 15          | 73          | 24       | 9        | 33       | 13    | 4     | 2      | 3      | 10  | 19    | 17    | 64   |
| Costanza Verona     | 34      | 34      | 709  | 294 | 85        | 163       | 52        | 34        | 77        | 44        | 22          | 31          | 71          | 77       | 32       | 109      | 62    | 39    | 6      | 7      | 127 | 59    | 40    | 359  |
| Amanda Zahui        | 17      | 16      | 263  | 101 | 29        | 57        | 51        | 7         | 21        | 33        | 22          | 29          | 76          | 50       | 16       | 66       | 21    | 7     | 5      | 6      | 11  | 26    | 27    | 117  |